# Nikola Dimitrov (Politiker)

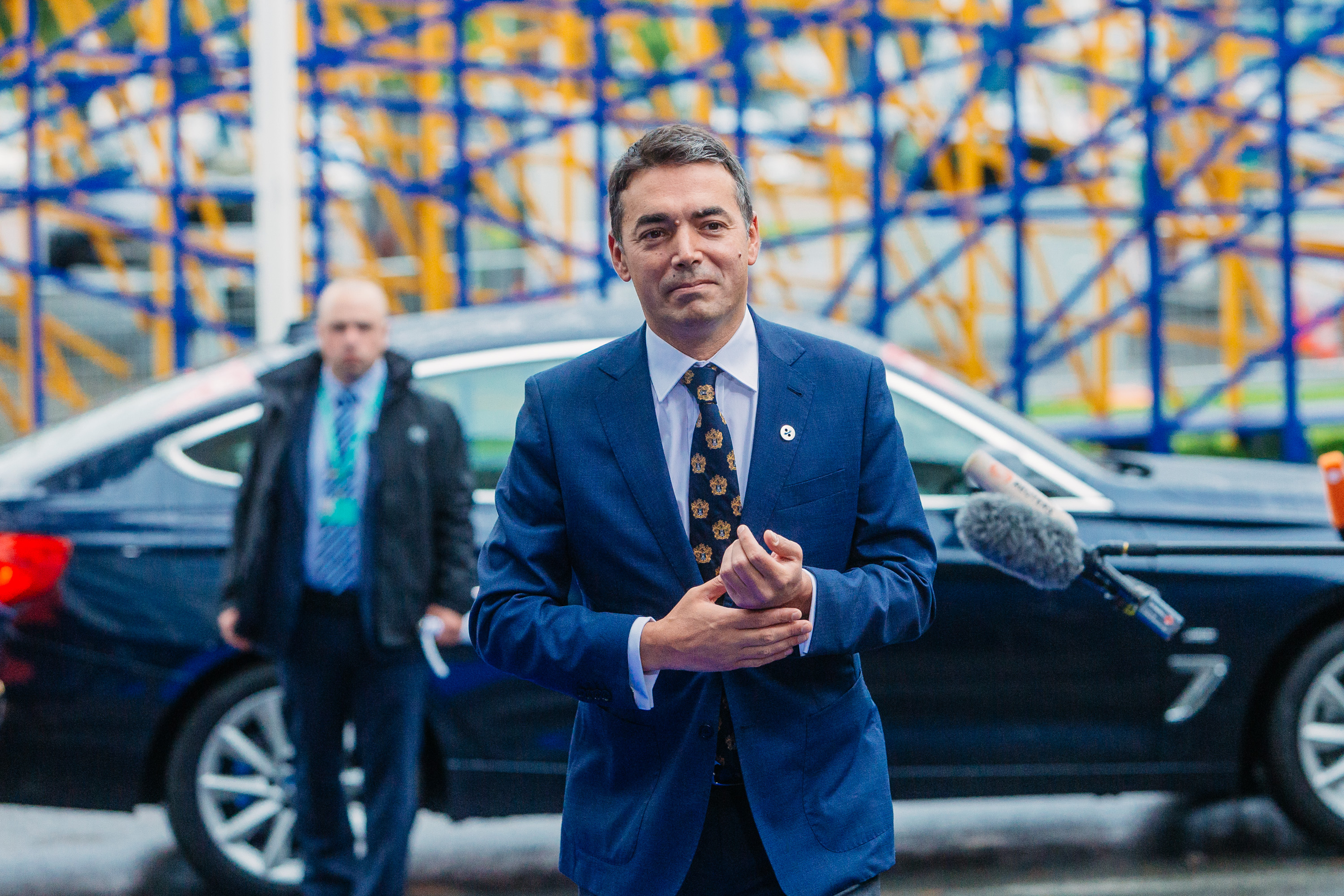
Nikola Dimitrov (2017)

Nikola Dimitrov (mazedonisch Никола Димитров; * 30. September 1972 in Skopje, Jugoslawien) ist ein mazedonischer Diplomat und Politiker (parteilos). Seit 2020 ist er stellvertretende Ministerpräsident der Republik Nordmazedonien, zuständig für die Fragen der Europäische Integration. Dimitrov ist bekannt für seine Bulgarienkritische Haltung, obwohl sein Vater der Philosoph Dimitar Dimitrov als pro-bulgarisch bzw. Bulgarophil gilt.

## Leben
Nikola Dimitrov studierte von 1991 bis 1998 Rechtswissenschaft an der Universität Skopje und an der University of Cambridge. Nach Tätigkeiten im mazedonischen Außenministerium sowie als Dozent für Internationales Recht und Menschenrechte an der Universität Skopje war er von März bis September 2000 Stellvertreter des mazedonischen Außenministers Aleksandar Dimitrov sowie von Oktober 2000 bis November 2001 Sicherheitsberater des mazedonischen Präsidenten Boris Trajkovski.
Von November 2001 bis März 2006 war er mazedonischer Botschafter in den Vereinigten Staaten, von Oktober 2009 bis März 2014 in den Niederlanden. Daneben war er unter anderem Sondergesandter Mazedoniens bei den Gesprächen zum Namensstreit mit Griechenland (2003 bis 2008), Sondergesandter in Brüssel im Zusammenhang mit einem möglichen Beitritt Mazedoniens in die Europäische Union und die NATO (2007 bis 2008) und Vertreter Mazedoniens bei der Organisation für das Verbot chemischer Waffen.
2014 lehnte er das Angebot ab, mazedonischer Botschafter in Russland zu werden. Von 2014 bis 2017 war er an der niederländischen Denkfabrik The Hague Institute for Global Justice tätig.
In der seit dem 31. Mai 2017 amtierenden Regierung von Ministerpräsident Zoran Zaev war Dimitrov bis Januar 2020 Außenminister. Ab Juli des gleichen Jahres gehört Dimitrov der zweiten Regierung Zaev als Stellvertretende Ministerpräsident, zuständig für die Europäische Integration an.

## Familie
Der Vater von Nikola Dimitrov ist der Schriftsteller Dimitar Dimitrov, der 1991/92 Bildungsminister und 1998/99 Kulturminister Mazedoniens war. Nikola Dimitrov ist verheiratet und hat drei Kinder.

## Veröffentlichungen
- Macedonia Steps Backward, New York Times online, 16. März 2015